# Tinocripus schlingeri
Tinocripus schlingeri är en insektsart som beskrevs av Nielson 1982. Tinocripus schlingeri ingår i släktet Tinocripus och familjen dvärgstritar. Inga underarter finns listade i Catalogue of Life.